# Long Hòa, Cần Đước
Long Hòa là một xã thuộc huyện Cần Đước, tỉnh Long An, Việt Nam.

## Địa lý
Xã Long Hòa nằm ở phía bắc huyện Cần Đước, có vị trí địa lý:
- Phía đông giáp huyện Cần Giuộc
- Phía tây giáp xã Phước Vân
- Phía nam giáp các xã Long Sơn và Tân Trạch
- Phía bắc giáp các xã Long Khê và Long Trạch.

Xã có diện tích 7,58 km², dân số năm 1999 là 6.966 người, mật độ dân số đạt 919 người/km².

## Hành chính
Xã Long Hòa được chia thành 6 ấp: 1A, 1B, 2, 3, 4, 5.